# Alianza del Norte
La Alianza del Norte, conocida oficialmente como Frente Islámico Unido por la Salvación de Afganistán (en persa, جبهه متحد اسلامی ملی برای نجات افغانستان, Jabha-yi Muttahid-i Islami-yi Milli bara-yi Nijat-i Afghanistan) es una coalición de facciones militares guerrilleras muyahidin. Fue creada a finales de 1996, que tenía como objetivo en común derrocar el régimen talibán que gobernaba Afganistán, poco después de que se instaurara el Emirato Islámico de Afganistán y nuevamente en 2021 después de la reconquista de Kabul por parte de los talibanes. 
Esta alianza fue creada por los principales dirigentes del Estado Islámico de Afganistán, especialmente por el presidente en el exilio Burhanuddin Rabbani y el exministro de defensa Ahmad Shah Masud. En un principio la Alianza del Norte contaba entre sus filas con tayikos, no fue hasta el año 2000 cuando líderes de diversos grupos étnicos se unieron a la Alianza; estos incluían a Abdul Rashid Dostum, Mohammad Mohaqiq, Abdul Qadir, Sayed Hussain Anwari y varios otros comandantes.
La Alianza del Norte libró unas guerras defensivas y batallas incesantes contra el gobierno talibán. Recibieron el apoyo de Irán, Rusia, India, Tayikistán y varios estados más, mientras que los talibanes estuvieron respaldados por Al Qaeda y las Fuerzas Armadas de Pakistán. La Alianza del Norte estaba compuesta en su mayoría por los tayikos, pero posteriormente se unieron uzbekos, hazaras y pastunes. El gobierno talibán estaba formado por pastunes y con otros grupos extremistas minoritarios. Después de la invasión liderada por Estados Unidos y el establecimiento de la nueva administración de Karzai a finales de 2001, la Alianza del Norte se disolvió y a partir de ella se formaron diferentes partidos políticos.
En medio de la Ofensiva talibana de 2021, los exmiembros de la Alianza del Norte y otras figuras anti-talibanes comenzaron a reconstituir su alianza militar bajo el liderazgo de Ahmad Massoud y el exvicepresidente Amrullah Saleh. Tras la pérdida de Kabul, la alianza basada en Panjshir constituye la principal resistencia organizada contra los talibanes en Afganistán.

## Facciones
- Jamiati Islamil: compuesta por persas y tayikos, dirigida por Burhanuddin Rabbani. En los últimos años Rabbani tenía poca influencia y el verdadero líder era Ahmad Shah Masud.
- Hizbi Wahdati Islami: compuesta por hazaras, conducida por Abdul Ali Mazari, apoyada por Irán.
- Junbishi Milli: compuesta por uzbekos, conducida por Abdul Rashid Dostum, apoyada por Turquía.
- Harakati Islami Shia, conducida por el Ayatolá Muhammad Asif Muhsini.
- Ittihadi Islami Barai Azadi: compuesta por pashtunes, conducida por Abdul Rasul Sayyaf.

Todas están integrados por minorías como los tayikos (que pueden ser un factor para ganar el apoyo de Tayikistán para la ayuda a los Estados Unidos en el conflicto), uzbekos (igualmente para buscar el apoyo de Uzbekistán), hazaras, aunque también había algunos pastunes. 
Las facciones de la alianza son heterogéneas: abarcan desde antiguos simpatizantes prosoviéticos, miembros del anterior gobierno comunista de la República Democrática de Afganistán y chiítas, hasta grupos integristas, que tenían diferencias con los talibanes debido a su origen étnico.

## Países aliados

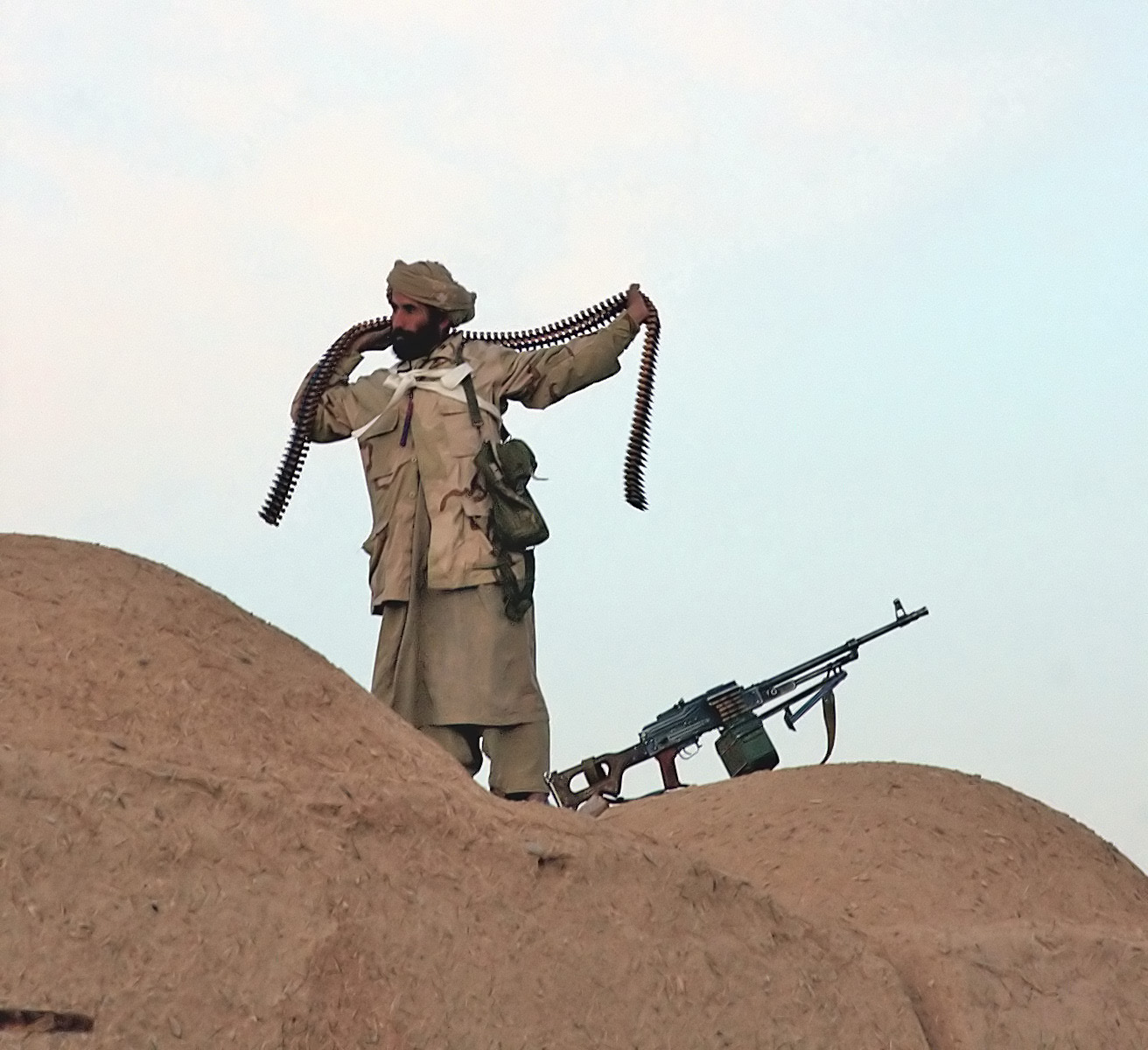
Un miliciano de la alianza del Norte, el 1 de enero de 2002.

La Alianza del Norte, gozó de la ayuda de Rusia, India, Irán y de todos los demás países fronterizos, exceptuando a Pakistán, que apoyaba a los talibanes del sur de Afganistán, hasta que ocurrieron los atentados del 11 de septiembre de 2001 y la presión estadounidense, así como el hecho de dirigir el gobierno Pervez Musharraf y no un gobierno islamista, además de la esperanza de la renegociación de su deuda, obligaron a Pakistán a quitar el apoyo, al menos abierto, a los talibanes. Arabia Saudí y Emiratos Árabes Unidos, apoyaron igualmente a los talibanes del sur de Afganistán, hasta poco antes de la invasión estadounidense a Afganistán.
La Alianza del Norte, había sido combatida por Estados Unidos y Occidente en general. Durante el régimen talibán a finales de 2001, la Alianza del Norte capturó y mató a centenares de muyahidines pakistaníes, árabes, chechenos y de otros grupos armados, además de los propios talibán con ayuda de Estados Unidos.
En 2005 la Alianza del Norte, no tuvo mucha influencia. Tras el derrocamiento de los talibanes, más del 60 % de los soldados fueron desarmados por las Naciones Unidas y el ejército nacional afgano. Hamid Karzai dijo que desarmaría todo el país y formaría un ejército afgano fuerte con 70 000 hombres para 2007.